# Русова Софія Федорівна
Софі́я Фе́дорівна Ру́сова, до шлюбу Ліндфорс (18 лютого 1856, Олешня, Чернігівська губернія — 5 лютого 1940, Прага) — українська просвітителька, теоретик і практик дошкільної й позашкільної освіти, організаторка бібліотечної справи, педагог, літературознавиця, фахівець в галузі дитячої літератури та дитячого читання, письменниця, мемуаристка, публіцистка, перекладачка, видавниця, громадська діячка, феміністка. Активна учасниця політичного й культурного життя доби Української революції 1917–1921 рр, член Української Центральної Ради, одна з організаторок фемінізму в Україні. Дружина Олександра Русова. Мати Юрія та Михайла Русових.

## Життєпис
Народилася у родинному маєтку в Олешні Чернігівської губернії в родині відомого генерала, героя Наполеонівських війн, її діда Ліндфорса Федора Федоровича та Анни Олександрівни Жерве. А по материнській лінії родина Жерве походила з французьких гугенотів. Її прадід, генерал-майор Карл Єремійович Жерве, у 1760 році емігрував з Прусії до Російської імперії, де став комендантом Виборгу, а дід, генерал-лейтенант Олександр Карлович Жерве, був комендантом Тобольська.
Родина переїхала до с. Олешня на Чернігівщині, де купили землю із садибою.
Початкову освіту Софія здобула вдома. Гувернантки навчали іноземних мов, тому вона вільно володіла французькою, англійською, німецькою та чеською мовами. В родині була багата домашня бібліотека, де майбутня просвітителька мала змогу знайомитися в оригіналі з творами Ж.-Ж. Руссо, Вольтера, Й. В. Ґете, Дж. Г. Байрона, І. Тургенєва, Ф. Шиллера, Ч. Діккенса та ін.

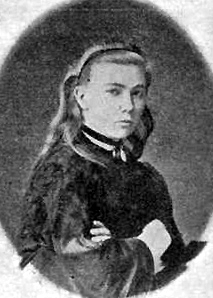
Софія Русова, 1874 р.

Коли Софії було 10 років, померла мати, і родина переїхала до Києва. Закінчила Фундуклеївську гімназію Коли помер батько, дітям довелося сутужно, і в 1871 році разом із сестрою Марією відкрила перший в місті дитячий садок і позашкільну освіту для дорослих. 1 вересня 1871-го до їхнього приватного садка завітало 20 вихованців. Серед них були дві доньки Старицьких, з родиною яких сестри Ліндфорс зблизилися. Увійшла в українське патріотичне середовище Лисенків-Старицьких, познайомилася і заприятелювала з Миколою Лисенком, Павлом Чубинським, Михайлом Драгомановим, Оленою Пчілкою та етнографом і статистом Олександром Русовим, з яким пізніше одружилася.
Протягом 1874–1876 років брала участь в українському земляцтві в Санкт-Петербурзі. Допомагала чоловікові в підготовці видання у Празі 1876 року повного «Кобзаря» Тараса Шевченка.
Після повернення з Праги й оселившись на Чернігівщині Софія Русова провадила активну громадську й культурно-просвітницьку діяльність. У складі ініціативної групи брала участь у заснуванні в Чернігові громадської бібліотеки, була секретаркою на установчих зборах, які відбулися 15 (28 за новим стилем) березня 1877 р., разом з чоловіком долучалася до формування фонду книгозбірні.
Згодом на хуторі поблизу Борзни працювала повитухою й вела культурно-освітянську роботу. Від 1879 року вчителювала в Олешні.

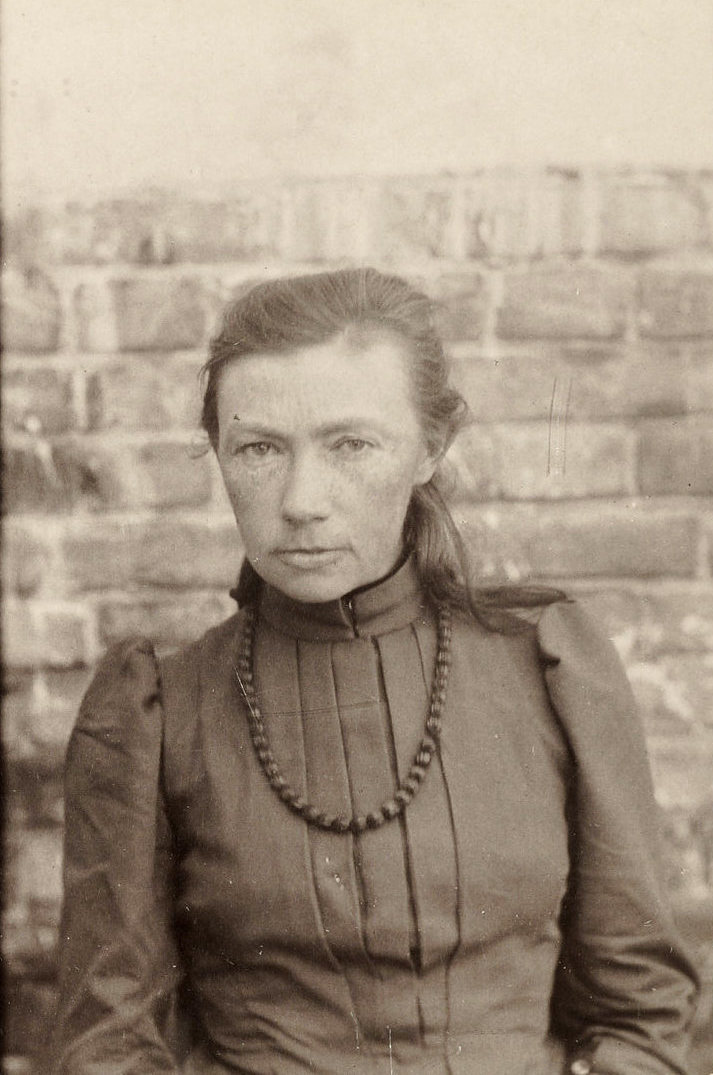
Поліційна світлина 1893 року

Ув'язнена 1881 року за зв'язки з російськими революційними колами і відтоді постійно перебувала під поліційним наглядом. Часто переслідувана, змінювала місце перебування, проте завжди брала участь у громадській роботі (в «Київський громаді», «Одеській українській громаді», «Харківському обществі грамотности», була головою «Національного комітету вчителів» та ін.), влаштовувала прилюдні народні читання, організувала таємні школи. У 1879—1883 разом з чоловіком мешкала і працювала в Одесі, де складала каталоги української літератури. У співавторстві з чоловіком уклала «Каталог систематического чтения» (1882, 1983), спрямований на допомогу самоосвітньому читанню молоді. Була ув'язнена в одеській в'язниці.
Наприкінці 1880-х – на початку 1890-х рр. Софія Русова активно працювала в Харківському товаристві поширення в народі грамотності (ХТГ), одному з найдіяльніших в імперії. На засіданні ХТГ 31 березня 1891 р. виступила з доповіддю про необхідність видання й поширення в народі дешевих книжок, спрямованих на загальний розвиток малоосвічених читачів. За її ініціативою було створено видавничий комітет ХТГ, була першою секретаркою цього органу, розробила програму його діяльності. Загалом упродовж 20 років існування видавничого комітету ХТГ було видано 117 назв книжок, деякі з них перевидавали по кілька разів, у т. ч. низку біографічних та історико-етнографічних нарисів С. Русової, які вона підписувала криптонімом С. Р.  Ініціювала створення в товаристві відділу народних читалень, викладала курс української літератури в недільній школі, займалася педагогічною журналістикою, організовувала літературні читання для молоді, добивалася від владних органів дозволу на відкриття українських гімназій. За вагомі заслуги перед ХТГ Софія Русова мала звання почесного члена товариства.
У 1895–1899 рр. мешкала в Чернігові. У місцевому вчительському товаристві брала участь в організації заходів у справі освіти, складанні систематичного каталогу книжок для народного читання тощо.
У 1902 р. через вимушене виселення з України знову перебралася з чоловіком у Санкт-Петербург, де долучилася до тамтешньої української громади, очолюваної П. Стебницьким, до діяльності Благодійного товариства для видання загальнокорисних і дешевих книжок (засноване в 1898 р., неофіційна назва – Північна «Просвіта»), була членом його правління. За підтримки Товариства побачили світ українськомовні нариси Русової «Божа іскра. Оповідання про Рафаеля» (1904), «Серед виноградарів південної Франції» (1905), «Як люде живуть у Норвегії» (1906), низка підручників та інші твори.
1909 повернулася в Київ, де взаємодіяла з просвітянськими організаціями, того ж року була обрана секретаркою ради київської «Просвіти», очолювала видавничий комітет Київського товариства грамотності, долучаючись до діяльності Київського Фребелівського товариства для сприяння справі виховання (функціонувало в 1908–1920 рр.), була заступницею голови бюро комісії у справах виховання і навчання, яка опікувалася питаннями дитячого читання.
Долучалася до розбудови першої в Києві спеціалізованої бібліотеки для дітей, заснованої Д. Доброю. Опублікувала ґрунтовну рецензію на «Каталог книг для детского чтения. Детская библиотека Д. Ю. Доброй» (1912). Позитивно схвалюючи зміст каталогу, вона зазначила, що у новому виданні каталогу було б бажано розширити відділ українських книжок. Згодом, як стверджувала Д. Добра, Софія Русова уклала список необхідних для бібліотеки книжок українською мовою.
1909 року викладачка і професор на Вищих жіночих курсах Аделаїди Жекуліної та у Фребелівському педагогічному інституті в Києві.
Співзасновниця і співробітниця педагогічного журналу «Світло» (1910–1914). У січні 1913 в Петербурзі на першому всеросійському жіночому з'їзді виступила на захист навчання українською мовою і поставила питання про навчання рідною мовою.

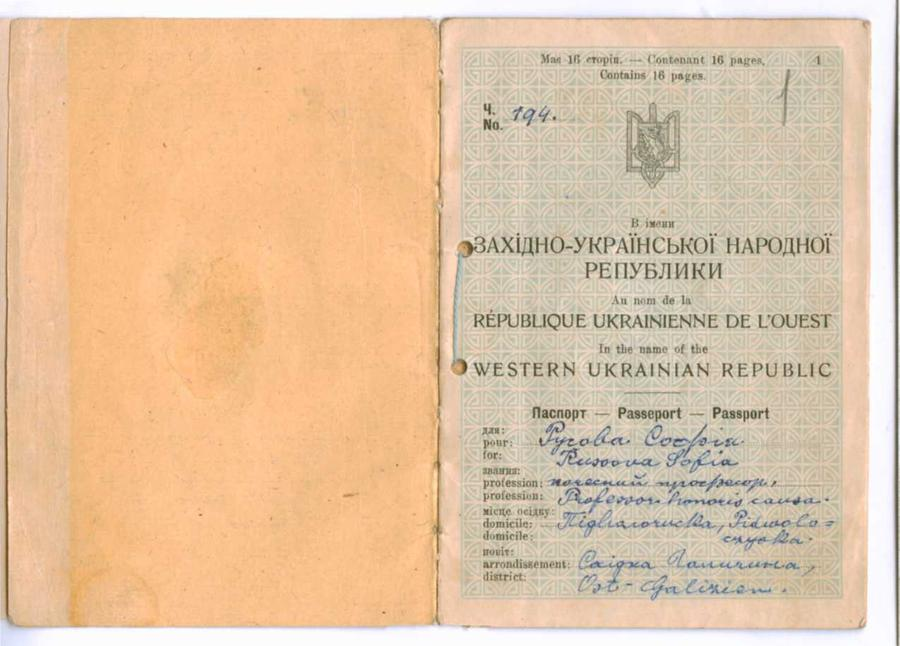
Паспорт Софії Русової, виданий 1922 року

1917 — член Української Центральної Ради, голова Всеукраїнської учительської спілки. У міністерстві освіти (за гетьманату) очолювала департамент дошкільної та позашкільної освіти, активна у дерусифікації шкіл, влаштовуванні курсів українознавства, підготовці українських шкільних підручників і в укладанні плану й програми єдиної діяльної (трудової) школи, яка мала мати національний характер і базуватися на теорії Кершенштайнера (Трудова школа). Викладачка французької мови в Першій українській гімназії імені Т. Г. Шевченка.
У жовтні 1919 року в Кам'янці-Подільському засновано громадсько-політичну організацію — «Союз українок», Софія Русова очолила його культурний сектор.
Вона очолила громадську організацію «Комітет допомоги козакам», разом з Іваном Огієнком створила подільський відділ товариства Українського Червоного Хреста, організувала шпиталь для вояків армії УНР, їздила до Польщі довідатися, як ставляться до українських військовополонених у таборах, видавала дитячий журнал «Ранок», а згодом почала викладати педагогіку в університеті.

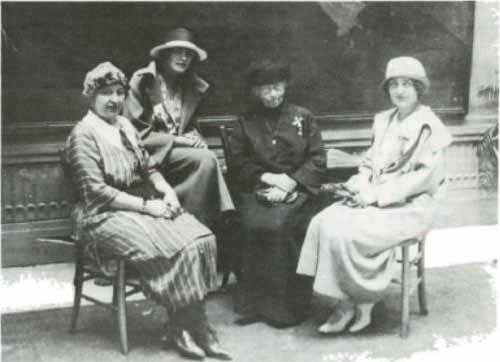
Українська делегація на Міжнародному Жіночому Конгресі у Римі 1923 року. Зліва: П. Ю. Зеленевська, Млада Липовецька, С. Русова, Н. Кукулинська-Онацька.

1920 — лекторка педагогіки Кам'янець-Подільського державного українського університету і голова Української національної жіночої ради (до 1938 року). В листопаді 1920 року в Кам'янці-Подільському відкрилися двомісячні курси українознавства для старшин, військових урядовців та їх родин, організовані культурно-освітньою управою при Генеральному штабі Дієвої армії УНР; окрім Софії Русової лекції читали професори Іван Огієнко та Василь Біднов.
В середині листопада 1920 р. органи влади й війська УНР залишили місто. Через кілька днів довелося звикати до нових комуністичних порядків. Русова не думала виїжджати з міста, але почалися обшуки. З жахом згадувала про діяльність чекістів у Кам'янці: "Заарештували молоденьких дівчат-слухачок і розстріляли їх. Це був один жах, із цим не можна було ніяк примиритися, вони нищили нашу красу, нашу свідому молодь… З цим фактом нелюдської жорстокості я не могла ніяк помиритися. Пішла до своїх приятелів в університет. Усі в розпачі сидять і чекають: «Сьогодні ти, а завтра — я».
Від 1922 року на еміграції, з 1923 року в Празі, професор педагогіки Українського Педагогічного Інституту імені Михайла Драгоманова.

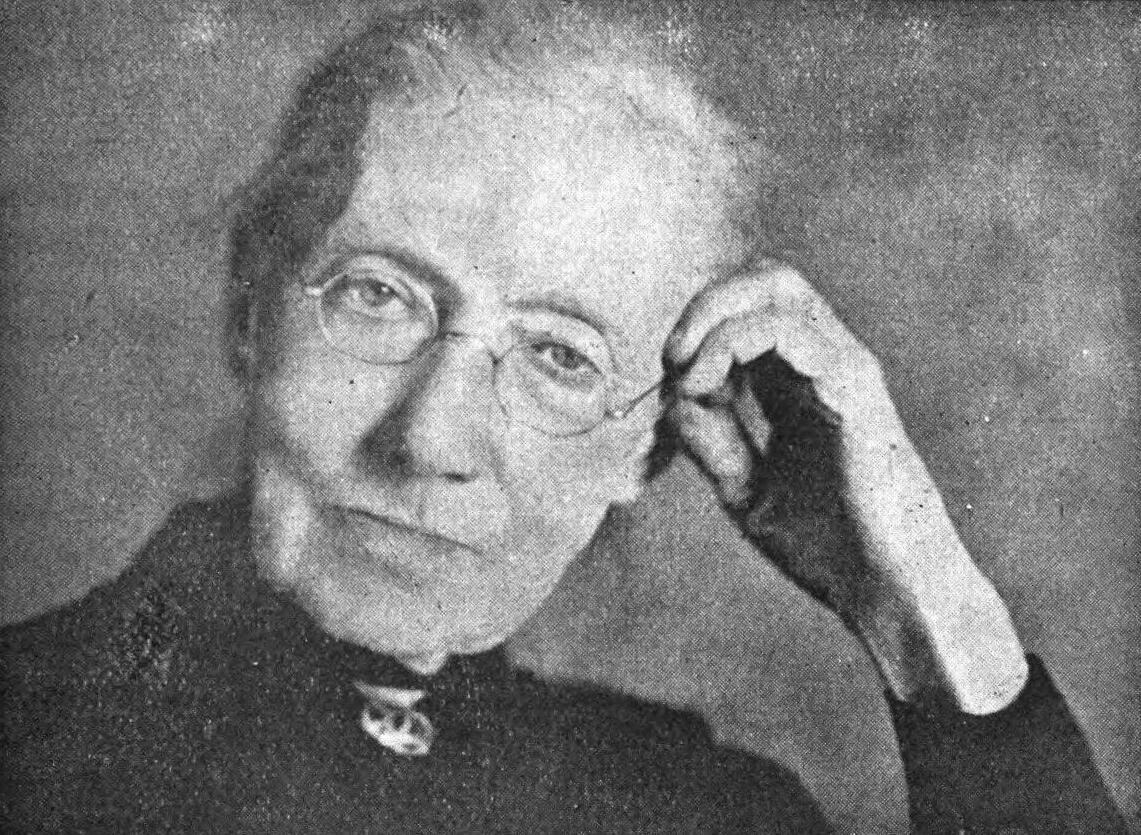
Софія Русова у 1933 році

У 1931—1933 роках Софія Русова виявила активну громадянську позицію, започаткувала акцію допомоги голодуючим в Україні. Засновниця Національної ради українських жінок (НРУЖ) у Празі. Співпрацювала з науковими установами української громади Чехословаччини (соціологічний, педагогічний інститути), займалася перекладами різних іноземних текстів, спілкувалася з українськими політичними діячами — М. Шаповалом, П. Феденком, К. Мацієвичем, І. Мазепою, О. Шульгіним. Русова брала участь у роботі чергового Міжнародного жіночого Конгресу Ліги миру та свободи, який відбувся у м. Гренобль (Франція) 14-19 травня 1932 року. 15 травня Русова виголосила промову про становище українців у Румунії, Прикарпатті, про «український народ під совітами». Записала до щоденника про пережите того дня: «Проти мене кричали, гнали мене, а потім роздавали цілу літературу, прославляючи більшовиків». Її виступ не підтримали делегатки Данії, Швеції та СРСР, але «за» були представники Швейцарії, Болгарії. Русова вимагала від Ліги Націй висловити ставлення до радянської влади, уряд якої є «урядом терору і насильства над народами, що мають нещастя належати до совітів».
Восени 1932 року Софія Русова разом із секретаркою НРУЖ Харитею Кононенко звернулися із закликом до світової спільноти допомогти «голодній Україні». Посилаючись на публікації в більшовицьких газетах «Пролетарська правда», «Радянське село», «Комсомолець України», «Пролетар», «Рабочий пролетар», «Комуніст», Русова та Кононенко закликали організації жіночого хреста стати на захист голодуючих українців. «На Східній Україні Голод, справжній голод з усіма його фізичними й моральними страховищами. Його можна було чекати ще за 2–3 роки, поки він опанував би майже усю територію України, але він виявився вже тепер, і більшовицька преса сама мусить визнати його грізне панування. Це нещастя цілої країни, мільйонів людей не викликано якимись фізичними причинами — чи недородом, чи кліматичними умовами — ні, він утворений штучно тими політичними умовами, в яких перебуває український народ під владою московських большевиків». Вони цитували газети про невиконання колгоспами річних планів, про боротьбу влади з «куркулями», про великий недосів зернових, про те, як «населення вже голодне і краде хліб», про ховання хліба в полову, солому, "вперто не здають його, бо самим нема чого їсти, і влада знову вимагає суворої кари для тих, хто потурає «куркулю», про експорт хліба. В той саме час, — наголошували вони, — коли вже голодне населення під страхом смерті ховає й краде хліб, на його очах цей дорогий хліб вивозять до Москви, до Ленінграду, бо «пролетарські центри чекають на хліб, на городину з України». Звернення Русової та Кононенко, яке згодом вилилося у їхню спільну статтю, підкреслювало катастрофічний стан сільського господарства: «Україна не виконала плану хлібозаготівлі».

## Основні ідеї
Серед ключових принципів педагогічної концепції Русової: гуманізм, демократизм, народність, природовідповідність, культуровідповідність, особистісно орієнтований підхід, соціальна обумовленість виховання та загальнолюдські цінності.
Центральне місце в багатогранній педагогічній спадщині вченої займає концепція української національної системи освіти і національного виховання, в межах якої отримали своєрідну інтерпретацію найважливіші, фундаментальні теоретико-методологічні проблеми — мета, завдання, зміст, методи, принципи, форми освіти, навчання й виховання. У центрі педагогічної концепції вченої перебуває дитина з її природженими задатками, здібностями, можливостями, талантами. Головне завдання виховання — забезпечення розвитку відзначених чинників, а також національної самосвідомості і загальнолюдської моралі; формування соціально зрілої, працелюбної, творчої особистості, здатної до свідомого суспільного вибору і збагачення інтелектуального, духовного, економічного, соціально-політичного і культурного потенціалу свого народу.
Виховний ідеал Русової: виховання гармонійної людини на засадах любові й пошани до найкращих національних традицій.

### Концепція рідної української школи
- Успішно вирішувати ці завдання покликана рідна українська школа — школа рідної мови, гуманна й демократична, в якій вся структура, система, мета й завдання, зміст і методи, принципи і форми, сам дух наповнені ідеєю українства, забезпечення всебічного і гармонійного розвитку дитини.
- Система освіти, школа, виховання повинні здійснюватися, насамперед, згідно з принципом природовідповідності виховання, який передбачає, що виховання має ґрунтуватися на науковому розумінні природних і соціальних процесів, узгоджуватися з загальними законами розвитку природи і людини.

### Виховні принципи
Заслуговують на увагу погляди Русової на проблеми розумового, морального, естетичного, трудового, дошкільного, сімейного виховання, підготовки вихователів дитячого садка, вчителя нової української школи.
- При розв'язанні проблем розумового виховання дослідниця була схильніша до ідеї виховання розуму дитини в процесі природної, активної самостійної діяльності, хоч й не заперечувала й іншої — виховання розуму особистості повинно ґрунтуватися на узагальненому досвіді людства, сконцентрованому в науці, техніці, культурі, мистецтві, практиці.
- Розум повинен керувати всією духовною діяльністю людини, а отже необхідне виховання розуму.
- Відведення провідної ролі моральному вихованню у здійсненні загальної мети виховання — «витворити… людину в найкращому значенні цього слова», звучить лейтмотивом у багатьох творах Русової, виражаючи гуманістичну спрямованість її педагогічних ідей. Моральне виховання дітей, за її переконанням, може бути ефективним лише тоді, коли воно має цілеспрямований характер і здійснюється планомірно, починаючи з наймолодшого віку дитини, ґрунтуючись на національній основі.
- Головними завданнями морального виховання вчена вважала розвиток у дітей високих моральних почуттів, вироблення в них шляхом безпосередньої участі в добрих і корисних справах відповідних моральних навичок і моральної поведінки, а також формування моральної свідомості, стійких моральних переконань.
- Надзвичайно цікавими і корисними для теорії і практики сучасної школи є пропоновані С.Русовою шляхи і засоби морального виховання. За допомогою виховання вчена пропонувала поступово поширювати коло дитячої любові. Спочатку природжену любов до матері перенести на батька, потім на інших рідних — дідуся, бабусю, брата, сестру та ін., далі на вчителя, товаришів по школі і садку і т. д. Так, поширюючи свою любов все далі й далі, дитина на певному етапі свого розвитку починає відчувати любов до свого народу, своєї нації, врешті до всього людства. Намагання поширити любов до людей усього світу зайвий раз свідчать про гуманні й демократичні прагнення Софії Русової.
- Софія Русова справедливо вважається класиком вітчизняного дошкільного виховання, про що красномовно свідчать її твори «Теорія і практика дошкільного виховання», «Дитячий сад на національнім ґрунті», «Дошкільне виховання», «Нова школа соціального виховання», «Націоналізація дошкільного виховання», «Нові методи дошкільного виховання», «Роль жінки у дошкільному виховання» та інші, а також подвижницька практична діяльність у галузі дошкільного виховання.

### Ідеї щодо бібліотечного будівництва
У педагогічній спадщині С. Русової особливе місце посідають ідеї щодо організації й облаштування бібліотек. У своїх виступах, рецензіях, оглядах публікацій, статтях – «Українські земства в справі заведення народної освіти» (1911), «Організація книгозбірень», «Народні читання і виклади», «Засоби поширення книжок» (у праці «Позашкільна освіта: засоби її переведення», 1918), «Народні бібліотеки й читальні в Чехії» (1922) та інших, детально аналізувала стан бібліотечного будівництва, висувала ідею розгортання мережі бібліотек, запропонувала територіальні межі охоплення бібліотеками населення: «можливий район для користування книжками – 4-5 верст, але краще, щоб кожне село мало свою бібліотеку-читальню, дбало про її розвиток і використовувало її якнайширше». Радила організувати одну районну бібліотеку на 15 тис. мешканців, і при кожній школі – книгозбірню. Вважала, що читачі-діти потребують особливих умов бібліотечного обслуговування.
Порушувала питання про необхідність надання державних субсидій на заснування й утримання бібліотек, пропонувала земствам, кооперативам, місцевій владі й громадськості усіляко підтримувати бібліотечну справу фінансово, запровадити «податок з кожної грамотної людини на користь місцевої бібліотеки», задля громадського управління бібліотечними установами створювати піклувальні ради (ради попечителів), які б колегіально вирішували питання відбору книжок для бібліотеки, піклувалися про її матеріальне й фінансове забезпечення і т. ін. Підкреслювала необхідність забезпечення книгозбірень фаховими працівниками.

## Відзнаки та нагороди

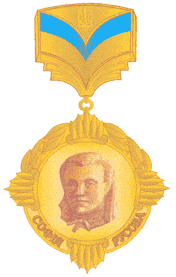
Нагрудний знак «Софія Русова» Міністерства освіти і науки України

Вшановуючи внесок Русової у розвиток педагогічної науки та її роль у створенні національної системи освіти, 2005 року Міністерство освіти і науки України запровадило нагрудний знак «Софія Русова». Ним нагороджують наукових, науково-педагогічних і педагогічних працівників та працівниць за значні особисті успіхи у галузі дошкільної та позашкільної освіти.

## Вшанування пам'яті
|                                                                            |  |  |
| Ювілейна монета НБУ, присвячена 160-річчю від дня народження Софії Русової |  |  |

18 лютого 2016 року, Національний банк України ввів до обігу ювілейну монету, присвячену 160-річчю від дня народження Софії Русової.
На її честь названо 24 курінь УПЮ імені Софії Русової.
В рамках декомунізації в Полтаві провулок Бакинських комісарів було перейменовано на провулок родини Русових.
У Дарницькому районі Києва названо вулицю на честь Софії Русової, а також у Вінниці, Дніпрі, Рівному, Чернігові.
Ім'я С. Русової в найменуванні головної бібліотеки Чернігівщини — Чернігівської обласної  універсальної наукової бібліотеки імені Софії та Олександра Русових (2023).

## Рекомендована література
- Берегиня української національної школи. До 140-річчя від дня народження С. Ф. Русової. 1856—1940 // Календар знаменних і пам'ятних дат на 1 кв. 1996 р. — С. 82.
- Берегиня української національної школи: Урочистості до 135-річчя від дня народження // Рідна школа. — 1991. — № 2. — С. 86—87.
- Антонець Н. Дві гілки родоводу Софії Русової / Наталія Антонець // Педагогічна газета. — 2012. — № 9. — С. 7.
- Богуш А. Біологічне та соціальне у поглядах С. Русової на виховання // Дошкільне виховання. — 1996. — № 9. — С. 8—9.
- Гонюкова Л. В. Спогади Софії Русової // Український історичний журнал. — 1999. — № 5. — С. 133—148.
- Губко О. Т. Формування національної свідомості юнацтва у світлі ідей Софії Русової // Рідна школа. — 1992. — № 1. — С. 13—15.
- Гупало Сергій. Хрест великої українки // День. — 2006. — 17 лют. [Архівовано 14 квітня 2011 у Wayback Machine.]
- Гураш Л. Виховувати малят на засадах педагогіки Софії Русової // Дошкільне виховання. — 1998. — № 4. — С. 22–23.
- Гураш. Л. Софія Русова — «апостол Правди і Науки» // Дошкільне виховання. — 2001. — № 2. — С. 10—11.
- Дацюк Г. Софія, бо мудра // Початкова школа. — 1992. — № 1. — С. 59, 61.
- Дворецька В. Присвячується Софії Русовій // Дошкільне виховання. — 2001. — № 2. — С. 11.
- Джус О. В. Творча спадщина Софії Русової періоду еміграції / Прикарпатський національний університет імені Василя Стефаника. — Івано-Франківськ, 2002. — 260 c.
- Дичек Н. П. С. Ф. Русова і зарубіжна педагогіка // Педагогіка і психологія. — 1996. — № 3. — С. 169—177.
- Живодьор В. та ін. Видатні українські педагоги XX століття: Про національні основи виховання та традиційні народні моральні заповіді // Шкільна б-ка. — 2003. — № 7. — С. 62—63.
- Зайченко І. Листи Олександра та Софії Русових до Михайла та Віри Коцюбинських // Київська старовина. — 1999. — № 5. — С. 70—81.
- Ільєнко І. Про життя, педагогічну, видавницьку діяльність С. Русової та її спілкування з М. Рильським // Ільєнко І. Жага: Труди і дні Максима Рильського. — К., 1995. — С. 6—65.
- Калениченко Н. П., Кониленко Н. Б. Софія Русова // Рідна школа. — 1991. — № 12. — С. 68, 71.
- Качкан В. А. Просвітницький вогонь Софії Русової // Качкан В. А. Українське народознавство в іменах. У 2 ч. Ч. 1.: Навч. посіб. / За ред. А. В. Москаленко; Передм. А. Г. Погрібного). — К., 1994. — С. 151—159.
- Ківшар Т. Недруковані матеріали автобіографії Софії Русової // Київська старовина. — 1994. — № 1. — С. 105.
- Коваленко Є. І., Пінчук І. М. Освітня діяльність і педагогічні погляди Софії Русової. — Ніжин, 1998. — 213 с.
- Коваленко Є. Софія Русова педагог-просвітитель, державний діяч, вчений // Рідна школа. — 2000. — № 8. — С. 35–38.
- Козуля О. Велика просвітителька // Козуля О. Жінки в історії України. — К., 1993. — С. 99–103.
- Кучинський М. Педагог і вчений (Софія Русова) // Історичний календар. — 2001. — К., 2001. — С. 115—118.
- Лахтадир О. Вчимося мудрості у Софії. (С.Русова) // Дошкільне виховання. — 1996. — № 3. — С. 13—14.
- Мазур Г. Педагогічну спадщину С. Ф. Русової — в масову практику роботи національної школи // Початкова школа. — 2001. — № 5. — С. 51—53.
- Мамновська Н. В. Концепція мовної освіти і мовленнєвого розвитку дітей у педагогічній спадщині Софії Русової // Педагогіка і психологія. — 1999. — № 1. — С. 129—135.
- Матеріали Всеукраїнських педагогічних читань, присвячених 140-річчю з дня народження С. Ф. Русової / АПН України, Інститут педагогіки / Є. І. Коваленко (ред.). — Чернігів, 1996. — Кн. 1: С.Русова — видатний педагог, державний, громадський діяч України. — 1996. — 59 с.; Кн. 2. Проблеми національного виховання у спадщині С. Русової. — 1996. — 70 с.; Кн. 3: Проблеми шкільної педагогіки і психології навчання і виховання у творчий спадщині Софії Русової. — 1996. — 125 с.
- Мельничук М. Світ правдивий і чистий. Духовність дитини очима Софії Русової // Дошкільне виховання. — 1997. № 6. — С. 14—15.
- Павлишин О. Русова Софія Федорівна // Західно-Українська Народна Республіка 1918—1923. Енциклопедія. Т. 3: П — С. Івано-Франківськ: Манускрипт-Львів, 2020. С. 290—293. ISBN 978-966-2067-65-1
- Палієнко М. Софія Русова // Історія України в особах, 19–20 ст. / Авт. колектив: І. Войцеховська (керівник та ін.) — К, 1995. — С. 355—358.
- Пінчук І. М. Освітня діяльність і педагогічні погляди С. Русової (1856—1940): Автореф. дис. … канд. пед. наук. — К., 1994.
- Проскура О. Б. Біля джерел української педагогічної думки // Русова С. Вибрані твори. — К.: Освіта, 1996.
- Проскура О. Софія Русова // Освіта України. — 1997. — № 33.
- Проскура О. Педагог і діяч // Дошкільне виховання. — 1996. — № 3. — С. 12—13.
- Проскура О. В. Софія Русова — вчений, педагог, громадський діяч // Педагогіка і психологія. — 1996. — № 1. — С. 171—180.
- Проскура С. Софія Русова // Дивослово. — 1995. — № 9. — С. 53—58.
- Проскура О. В. Софія Русова — талановита дочка України // Початкова школа. — 1993. — № 3. — С. 44—46.
- Проскура О. С. С. Ф. Русова й концепція українського дитячого садка // Дошкільне виховання. — 1991. — № 7. — с. ; № 10. — С. 16—18.
- Рацул А. Віднайдене ім'я повертаеться до народу (С. Русова) // Освітянське слово. — 1996. № 4.
- Сергеєва В. Ф. Софія Русова про фізичний розвиток дітей дошкільного віку // Педагогіка і психологія. — 1996. — № 2. — С. 146—151.
- Соловей М. Шкільна географія і краєзнавство у педагогічній спадщині Софії Русової // Географія та основи економіки в школі. — 2001. — № 1. — С. 33—34.
- Сухомлинська О. Софія Русова в контексті розвитку педагогічної думки // Початкова школа. — 1996. — № 9. — С. 54.
- Чередниченко Д. Софія Русова і сучасна школа // Українська мова і література в школі. — 1992. — № 1. — С. 38–42.
- Ярема О. Повертається забута спадщина // Дошкільне виховання. — 1991. — № 6. — С. 21
- Джус О. Творча спадщина Софії Русової періоду еміграції. — Івано-Франківськ, 2002. — 260 с.
- Коваленко С., Пінчук І. Освітня діяльність і педагогічні погляди Софії Русової. — Ніжин, 1998. — 213 с.
- Корновенко С. В. Українська революція: Історичні портрети: навчальний посібник для студ.іст. фак-тів вищ. навч. закл. України / С. В. Корновенко, А. Г. Морозов, О. П. Реєнт. — Вінниця: Фоліант, 2004. — С. 183—184.
- Українська діаспора: літературні постаті, твори, біобібліографічні відомості / Упорядк. В. А. Просалової. — Донецьк: Східний видавничий дім, 2012. — 516 с.